# 2004-es Fonogram díj átadása
A 2004-es Fonogram-díjkiosztó, amely ettől az évtől kezdve már nem az Arany Zsiráf-díj nevet viseli.

## Az év hazai rockalbuma
Tankcsapda - Élni vagy égni
- Bikini - Álomból ébredve
- Edda - Örökség
- Kispál és a Borz - Turisták bárhol
- Révész Sándor - Változtam

## Az év külföldi rockalbuma
Nickelback - The Long Road
- Elvis Presley - 2nd To None
- Iron Maiden - Dance Of Death
- Metallica - St. Anger
- Placebo - Sleeping With Ghosts

## Az év hazai popalbuma
Ákos - Andante
- Emil.Rulez - Hisztis
- NOX - Bűvölet
- Varga Zsuzsa - Szívadóvevő
- Zsédenyi Adrienn - Zséda

## Az év külföldi popalbuma
Pink - Try This
- Dido - Life For Rent
- Madonna - American Life
- Sting - Sacred Love
- t.A.T.u - 200 Km/h In The Wrong Lane

## Az év hazai dance-albuma
Anima Sound System - Aquanistan
- Groovehouse - Elmúlt a nyár
- Neo - Kontroll
- Depeche Mode Tribute - Thank U 2

## Az év külföldi dance-albuma
Kosheen - Kokopelli
- ATB - Addicted to Music
- Enigma - Voyageur
- Kate Ryan - Different
- Scooter - The Stadium Techno Experience

## Az év hazai modern rock albuma
Hooligans - Szenzáció
- Depresszió - Amíg tart
- Hiperkarma - Amondó
- Jamie Winchester & Hrutka Róbert - Last One Out
- Kowalsky meg a Vega - Fekete lepke

## Az év külföldi modern rock albuma
The Rasmus - Dead Letters
- Dave Gahan - Paper Monsters
- Evanescence - Fallen
- Limp Bizkit - Results May Vary
- Linkin Park - Meteora

## Az év hazai rap- vagy hiphopalbuma
LL Junior - A tűz mindig tombol
- Majka Papa - Az ózdi hős
- Pain - Mesél az élet

## Az év külföldi rap- vagy hiphopalbuma
Outkast - Speakerboxxx/The Love Below
- 50 Cent - Get Rich Or Die Trying
- Black Eyed Peas - Elephunk
- Panjabi MC - The Album
- Sean Paul - Dutty Rock

## Az év hazai felfedezettje
Emilio - Nagyon nagy világ
- Edvin Marton - Strings N' Beats
- Kovax - Szeress nagyon
- Matyi és a hegedűs - Necsi-necsi...
- Supernem - Hangosabban!

## Az év hazai hagyományos szórakoztatózenei albuma
Irigy Hónaljmirigy - ValóságShokk
- Hofi Géza - Hegedűs a háztetőn
- Matyi és a hegedűs - Necsi-necsi...
- MC Hawer & Tekknő - Kimegyek a temetőbe
- Princess - Hegedűvarázs

## Az év hazai jazzalbuma
Oláh Cumó Árpád - My Time
- Dés László - Metszetek
- Djabe - Táncolnak a kazlak
- László Attila Band - Once Upon A Time
- Tony Lakatos - Move It!

## Az év hazai world music albuma
Balkan Fanatik - Balkan Fanatik
- Ghymes - Koncert
- Makám - Szindbád
- Parno Graszt - Rávágok a zongorára
- Váradi Roma Café - Járok-kelek a világban

## Az év hazai dala
Hooligans - Királylány
- Ákos - Ölelj meg újra
- Baby Gabi & Lányi Lala - Őrült szerelem
- Zanzibar - Szerelemről szó sem volt
- Zsédenyi Adrienn - Szeress most